# Brachineura antennata
Brachineura antennata är en tvåvingeart som först beskrevs av Boris Mamaev 1967.  Brachineura antennata ingår i släktet Brachineura och familjen gallmyggor.
Artens utbredningsområde är Ukraina. Inga underarter finns listade i Catalogue of Life.